# 共起
共起（きょうき,英:Co-occurrence,collocation）とは、自然言語処理の分野で、任意の文書や文において、ある文字列とある文字列が同時に出現することである。関連して、共起語とは、ある言葉と一緒に文中でよく出てくる言葉のことである。言語学者のゼリグ・ハリスが名付けた。

## 例
「選挙」という言葉と「出馬」という言葉などは、同時に出現する場合が比較的多い。
2016年に発生した、「大阪男児死体遺棄事件」の朝日新聞における記事データ13 件をKH coderによって解析した結果は
「被疑者Ｂ」は「内縁」「夫」と共起関係にあり、「逮捕」「遺体」は「死体」と共起関係にあった。